# Chlorophorus chiuae
Chlorophorus chiuae là một loài bọ cánh cứng trong họ Cerambycidae.